# TMN COLOSSEUM
『TMN COLOSSEUM』（ティーエムエヌ・コロシアム）は、1992年8月21日にリリースされたTMNの1組目となるライブアルバム。『TMN COLOSSEUM I』と『TMN COLOSSEUM II』の2枚が同時発売された。

## 概要
ライブテイクを編集してつなぎ合わせ、架空のライブを構成するというコンセプトで作られており、他のアーティストに見られる一つの公演を最初から最後まで収録したものとは趣を変えている。「TMN COLOSSEUM I」は1992年当時映像化されていなかった「CAROL TOUR」の音源を元に構成されており、「TMN COLOSSEUM II」は「Be Together」などライブならではの定番曲が揃っている。
元々発売されているビデオ音源と比較すると下記の違いがある。
- 木根尚登のギターやコーラスの音量が上がっている
- ベースやドラムの音が全体的に抑えられている
- Be Togetherなどシンセが加わっていたり、音色が変わっている

2014年9月24日にはリマスター＆高品質CD『Blu-spec CD2』で2枚組「TMN COLOSSEUM I・II」として再発売された。

## 収録曲

### TMN COLOSSEUM I
| 全編曲: 小室哲哉（#13、編曲: Pete Hammond）。 |                                |            |                    |       |
| #                                             | タイトル                       | 作詞       | 作曲               | 時間  |
| 1.                                            | 「Crazy For You」              | 坂元裕二   | 小室哲哉           | 8:53  |
| 2.                                            | 「Ipanema'84」                 | 西門加里   | 小室哲哉、木根尚登 | 5:13  |
| 3.                                            | 「Self Control」               | 小室みつ子 | 小室哲哉           | 4:33  |
| 4.                                            | 「A Day In The Girl's Life」   | 小室哲哉   | 小室哲哉           | 4:59  |
| 5.                                            | 「Carol 〜Carol's Theme I〜」  | 小室哲哉   | 小室哲哉           | 2:57  |
| 6.                                            | 「Chase In Labyrinth」         | 小室みつ子 | 木根尚登           | 5:08  |
| 7.                                            | 「Gigantica」                  |            | 小室哲哉           | 2:37  |
| 8.                                            | 「Gia Corm Fillippo Dia」      | 小室みつ子 | 木根尚登           | 5:25  |
| 9.                                            | 「In The Forest」              | 小室みつ子 | 小室哲哉           | 3:28  |
| 10.                                           | 「Carol 〜Carol's Theme II〜」 | 小室みつ子 | 小室哲哉           | 4:21  |
| 11.                                           | 「Final Fighting」             |            | 小室哲哉           | 4:51  |
| 12.                                           | 「Just One Victory」           | 小室哲哉   | 小室哲哉           | 5:38  |
| 13.                                           | 「Get Wild」                   | 小室みつ子 | 小室哲哉           | 7:56  |
| 合計時間:                                     | 合計時間:                      | 合計時間:  | 合計時間:          | 65:59 |

### TMN COLOSSEUM II
| 全編曲: 小室哲哉。 |                                |            |           |       |
| #                  | タイトル                       | 作詞       | 作曲      | 時間  |
| 1.                 | 「Be Together」                | 小室みつ子 | 小室哲哉  | 4:01  |
| 2.                 | 「Resistance」                 | 小室みつ子 | 小室哲哉  | 5:27  |
| 3.                 | 「Kiss You」                   | 小室みつ子 | 小室哲哉  | 6:42  |
| 4.                 | 「Don't Let Me Cry」           | 神沢礼江   | 小室哲哉  | 6:02  |
| 5.                 | 「Telephone Line」             | 小室みつ子 | 木根尚登  | 5:04  |
| 6.                 | 「Beyond The Time」            | 小室みつ子 | 小室哲哉  | 5:29  |
| 7.                 | 「Love Train」                 | 小室哲哉   | 小室哲哉  | 7:24  |
| 8.                 | 「The Point Of Lovers' Night」 | 小室哲哉   | 小室哲哉  | 8:42  |
| 9.                 | 「Dive Into Your Body」        | 小室みつ子 | 小室哲哉  | 6:09  |
| 10.                | 「Fool On The Planet」         | 小室みつ子 | 木根尚登  | 5:18  |
| 合計時間:          | 合計時間:                      | 合計時間:  | 合計時間: | 60:18 |

### TMN COLOSSEUM I
1. 「Crazy For You」
8thアルバム『EXPO』収録曲。ライブツアー『TOUR TMN EXPO FINAL CRAZY 4 YOU』からの音源。
2. 「Ipanema'84」
1stアルバム『RAINBOW RAINBOW』収録曲。ライブ『TM NETWORK FANKS CRY-MAX』からの音源。本作はアルファベットで表記されている。後にライブアルバム『LIVE HISTORIA M 〜TM NETWORK Live Sound Collection 1984-2015〜』にて新たにリミックスした形で再収録される。
3. 「Self Control」
9thシングル。ライブツアー『KISS JAPAN DANCING DYNA-MIX TM NETWORK ARENA TOUR』からの音源。後に限定BOX『GROOVE GEAR 1984-1994』にて原音源を忠実にミックスし直された形で再収録される。
4. 「A Day In The Girl's Life」
6thアルバム『CAROL 〜A DAY IN A GIRL'S LIFE 1991〜』収録曲。ライブツアー『TM NETWORK TOUR '88〜'89 CAROL 〜A DAY IN A GIRL'S LIFE 1991〜』からの音源。
5. 「Carol 〜Carol's Theme I〜」
6thアルバム『CAROL 〜A DAY IN A GIRL'S LIFE 1991〜』収録曲。ライブツアー『TM NETWORK TOUR '88〜'89 CAROL 〜A DAY IN A GIRL'S LIFE 1991〜』からの音源。
6. 「Chase In Labyrinth」
6thアルバム『CAROL 〜A DAY IN A GIRL'S LIFE 1991〜』収録曲。ライブツアー『TM NETWORK TOUR '88〜'89 CAROL 〜A DAY IN A GIRL'S LIFE 1991〜』からの音源。
7. 「Gigantica」
インストゥルメンタル曲。ライブツアー『TM NETWORK TOUR '88〜'89 CAROL 〜A DAY IN A GIRL'S LIFE 1991〜』からの音源。
8. 「Gia Corm Fillippo Dia」
6thアルバム『CAROL 〜A DAY IN A GIRL'S LIFE 1991〜』収録曲。ライブツアー『TM NETWORK TOUR '88〜'89 CAROL 〜A DAY IN A GIRL'S LIFE 1991〜』からの音源。
9. 「In The Forest」
6thアルバム『CAROL 〜A DAY IN A GIRL'S LIFE 1991〜』収録曲。ライブツアー『TM NETWORK TOUR '88〜'89 CAROL 〜A DAY IN A GIRL'S LIFE 1991〜』からの音源。
10. 「Carol 〜Carol's Theme II〜」
6thアルバム『CAROL 〜A DAY IN A GIRL'S LIFE 1991〜』収録曲。ライブツアー『TM NETWORK TOUR '88〜'89 CAROL 〜A DAY IN A GIRL'S LIFE 1991〜』からの音源。
11. 「Final Fighting」
ライブツアー『TM NETWORK TOUR '88〜'89 CAROL 〜A DAY IN A GIRL'S LIFE 1991〜』からの音源。表記上は「Fighting」であるが、厳密にいえば『Final Fighting』であり、アルバム「Self Control」(またはシングル「Get Wild」のカップリング)に収録されている「Fighting (君のファイティング)」とは全く別の曲である。
12. 「Just One Victory」
16thシングル。ライブツアー『TM NETWORK CAROL TOUR FINAL CAMP FANKS!! '89』からの音源。後にライブアルバム『LIVE HISTORIA M 〜TM NETWORK Live Sound Collection 1984-2015〜』にて新たにリミックスした形で再収録される。
13. 「Get Wild」
10thシングル。ライブツアー『TM NETWORK CAROL TOUR FINAL CAMP FANKS!! '89』からの音源。表記上は「Get Wild」であるが、厳密にいえば19thシングル『Get Wild '89』である。後に『ALL the “Get Wild” ALBUM』に再収録された際には(“COLOSSEUM I”Version)と改称されている。また『GET WILD SONG MAFIA』に再々収録された際には(“CAROL TOUR FINAL CAMP FANKS!! ’89” Version)と再改称されている。ライブアルバム『LIVE HISTORIA T 〜TM NETWORK Live Sound Collection 1984-2015〜』では新たにリミックスした形でタイトルも「Get Wild '89」と修正し再収録されている。

### TMN COLOSSEUM II
1. 「Be Together」
5thアルバム『humansystem』収録曲。ライブツアー『KISS JAPAN DANCING DYNA-MIX TM NETWORK ARENA TOUR』からの音源。後にライブアルバム『LIVE HISTORIA T 〜TM NETWORK Live Sound Collection 1984-2015〜』にて新たにリミックスした形で再収録される。
2. 「Resistance」
12thシングル。ライブツアー『KISS JAPAN DANCING DYNA-MIX TM NETWORK ARENA TOUR』からの音源。
3. 「Kiss You」
11thシングル。ライブツアー『RHYTHM RED TMN TOUR』からの音源。
4. 「Don't Let Me Cry」
4thアルバム『Self Control』収録曲。ライブツアー『TOUR TMN EXPO FINAL CRAZY 4 YOU』からの音源。後にライブアルバム『LIVE HISTORIA M 〜TM NETWORK Live Sound Collection 1984-2015〜』にて新たにリミックスした形で再収録される。
5. 「Telephone Line」
5thアルバム『humansystem』収録曲。ライブツアー『KISS JAPAN DANCING DYNA-MIX TM NETWORK ARENA TOUR』からの音源。
6. 「Beyond The Time」
13thシングル。ライブツアー『KISS JAPAN DANCING DYNA-MIX TM NETWORK ARENA TOUR』からの音源。後にライブアルバム『LIVE HISTORIA T 〜TM NETWORK Live Sound Collection 1984-2015〜』にて新たにリミックスした形で再収録される。
7. 「Love Train」
25thシングル。ライブツアー『TOUR TMN EXPO FINAL CRAZY 4 YOU』からの音源。後にライブアルバム『LIVE HISTORIA M 〜TM NETWORK Live Sound Collection 1984-2015〜』にて新たにリミックスした形で再収録される。
8. 「The Point Of Lovers' Night」
21stシングル。ライブツアー『RHYTHM RED TMN TOUR』からの音源。ここでは国立代々木競技場第一体育館公演（ライブビデオ「WORLD'S END II」収録）の音源が収録されているが、後に発売されたライブアルバム『LIVE HISTORIA M 〜TM NETWORK Live Sound Collection 1984-2015〜』では仙台イズミティ21公演の音源が収録されている。
9. 「Dive Into Your Body」
20thシングル。ライブツアー『TM NETWORK CAROL TOUR FINAL CAMP FANKS!! '89』からの音源。後にライブアルバム『LIVE HISTORIA T 〜TM NETWORK Live Sound Collection 1984-2015〜』にて新たにリミックスした形で再収録される。
10. 「Fool On The Planet」
4thアルバム『Self Control』収録曲。ライブツアー『KISS JAPAN DANCING DYNA-MIX TM NETWORK ARENA TOUR』からの音源。

## スタッフ・クレジット

### TMN
- 小室哲哉
- 宇都宮隆
- 木根尚登

### THE BAND
- 松本孝弘 (B'z) - ギター
- 葛城哲哉 - ギター
- 浅倉大介 (access) - シンセサイザー
- 日詰昭一郎 - ベース
- 山田亘 (F.O.D) - ドラムス
- 阿部薫 - ドラムス

### スタッフ
- Directed : 山口三平, 松田芳明
- Recorded : 伊東俊郎, いとうたかし, 飯島周城
- Synclavier Operator : 高橋拓也
- Pre-Production : ふかおこうたろう, みよしれいこ
- Mastered : Howie Weinberg
- A&R (International) : 大竹健
- Art Direction & Design : 高橋伸明, 吉田俊樹
- Superviser : 松村慶子
- Executive Producer : 小坂洋二
- All Produced : 小室哲哉

## リリース履歴
| No. | 日付          | レーベル                       | 規格         | 規格品番   | 最高順位 | 備考                                      |
| --- | ------------- | ------------------------------ | ------------ | ---------- | -------- | ----------------------------------------- |
| 1   | 1992年8月21日 | Epic/Sony Records              | CD           | ESCB-1306  | 1位      | TMN COLOSSEUM I                           |
| 1   | 1992年8月21日 | Epic/Sony Records              | CD           | ESCB-1307  | 2位      | TMN COLOSSEUM II                          |
| 2   | 1996年6月17日 | Epic/Sony Records              | CD           | ESCB-1761  |          | TMN COLOSSEUM I (再販盤)                  |
| 2   | 1996年6月17日 | Epic/Sony Records              | CD           | ESCB-1762  |          | TMN COLOSSEUM II (再販盤)                 |
| 3   | 2014年9月24日 | ソニー・ミュージックダイレクト | Blu-spec CD2 | MHCL-30257 |          | TMN COLOSSEUM I・II、デジタルリマスター盤 |